# ジョン・アボット (博物学者)

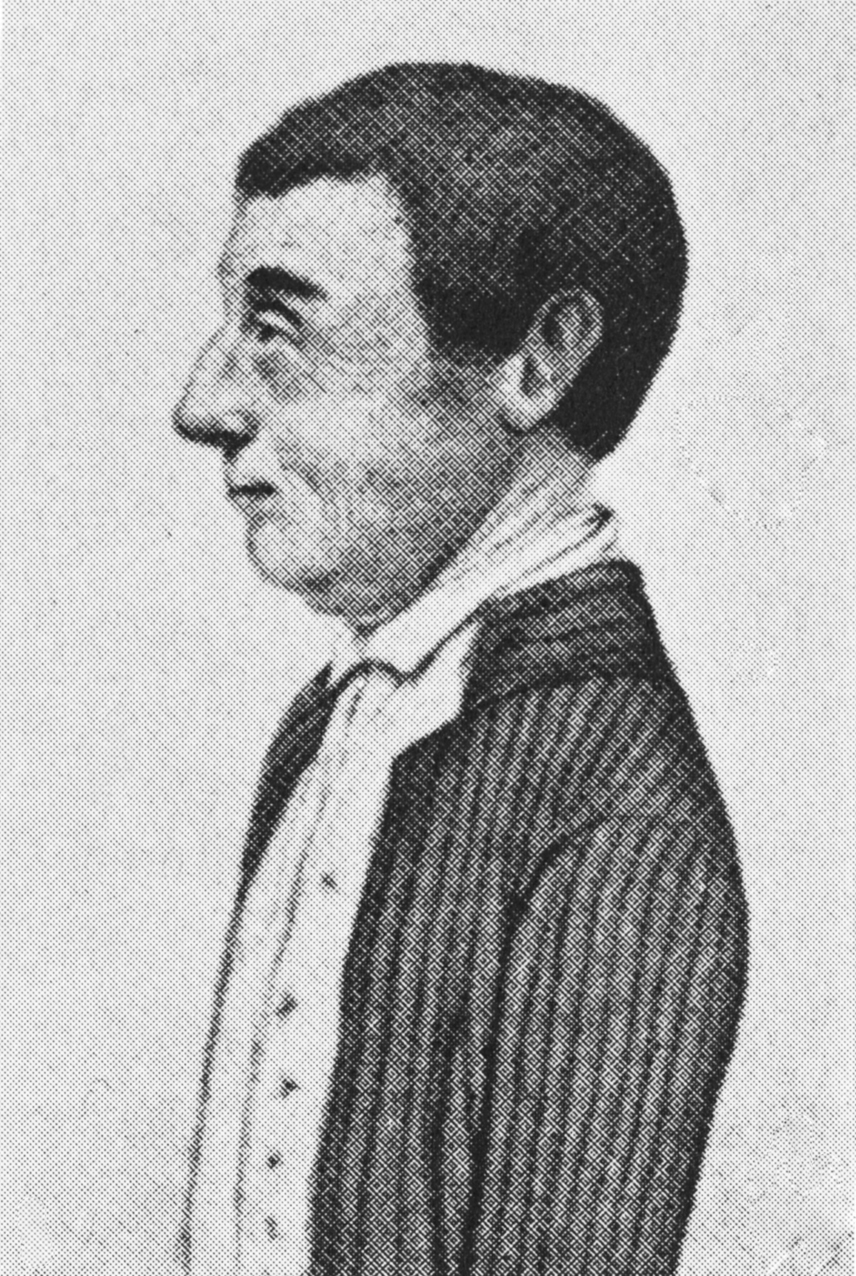
自画像

ジョン・アボット（John Abbot、1751年5月31日 - 1840年12月または1841年1月没）は、イギリス生まれの昆虫学者、鳥類学者、博物画家である。アメリカ合衆国へ博物学標本を集めるために移住し、多くの博物画を残した。

## 略歴
生涯についてはあまり知られていない。ロンドンで生まれ、父親は法律を学ばせたが、昆虫学者のドリュー・ドルリー（Dru Drury）に励まされて、昆虫学と美術に興味をもって、絵画や版画を版画家のJacob Bonneau (1741-1786)に学んだ。ドルリーと王立協会の博物学者のグループに絵の才能を認められて、バージニア植民地に博物学資料の採集と研究のために移住することを勧められた。
バージニアには1773年から1775年の間住み、その後ジョージアの現在のスクリーブン郡に移った。アメリカ独立戦争にはジョージア第3大陸部隊（Third Georgia Continental Battalion）に兵卒として参加した。戦争後、退役兵といて、数百エーカーの土地を受け取り、農園を作り、地方の学校の校長を務めた。
数百の昆虫の図を描き、時には鳥類の図も描いた。現在残る大半はロンドンの自然史博物館、大英博物館、ハーバード大学のホートン・ライブラリに収蔵されている。ジョンズ・ホプキンス大学、サウスカロライナ大学、エモリー大学、アレクサンダー・ターンブル図書館にもアボットの絵は保存されている。鳥や昆虫の標本はイギリスやヨーロッパに送られたが、かなりの数の標本は輸送中の船で失われたことに落胆したが、すくなくとも1835年までは採集と図版の製作を続けた。 
アボット名義の著作としては『ジョージアの珍しい鱗翅目の自然史』（"Natural History of the Rarer Lepidopterous Insects of Georgia"）しかないが、この著作の主著者はジェームズ・エドワード・スミスである。この本にはアボットの原画をもとにした104の図版がつけられた。原画はジョンズ·ホプキンス大学に残されている。第1版は1797年に出版された。
1829年から1837年の間、フランスの昆虫学者、ジャン・バティスト・ボワデュヴァルとアメリカの金持ちの博物学者、ジョン・イートン・ル・コント（John Eatton Le Conte）が出版した、北アメリカの昆虫の図鑑、"Histoire Générale et Iconographie des Lépidoptères et des Chenilles de l’Amérique Septentrionale"にもアボットの原画から作成された78の手彩色版画の図がつけられた。これらの原画はサウスカロライナ大学に保存されている。130枚の鳥の水彩画のコレクションは、スミソニアン協会に保存されている。

## 『ジョージアの珍しい鱗翅目の自然史』の図版

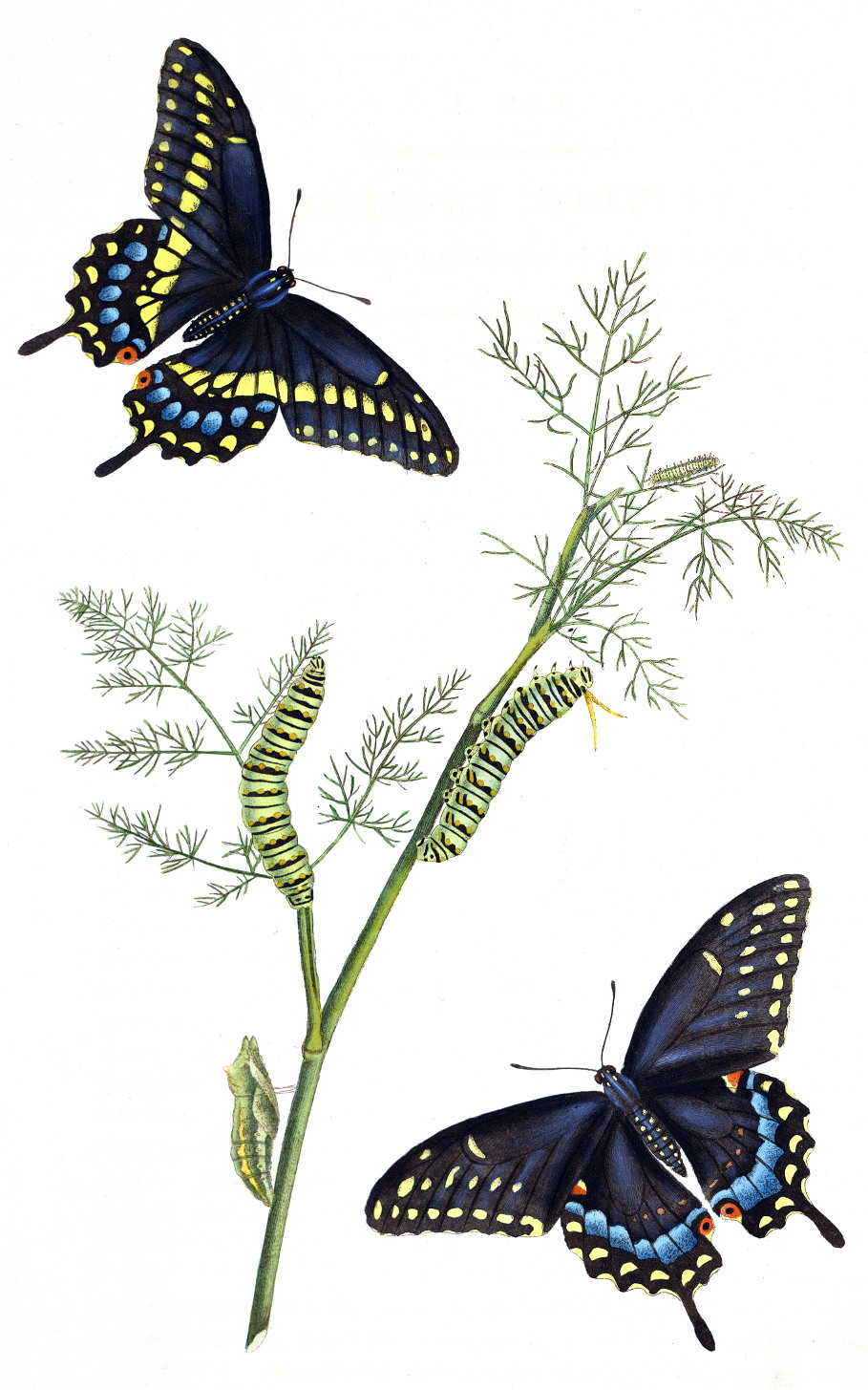
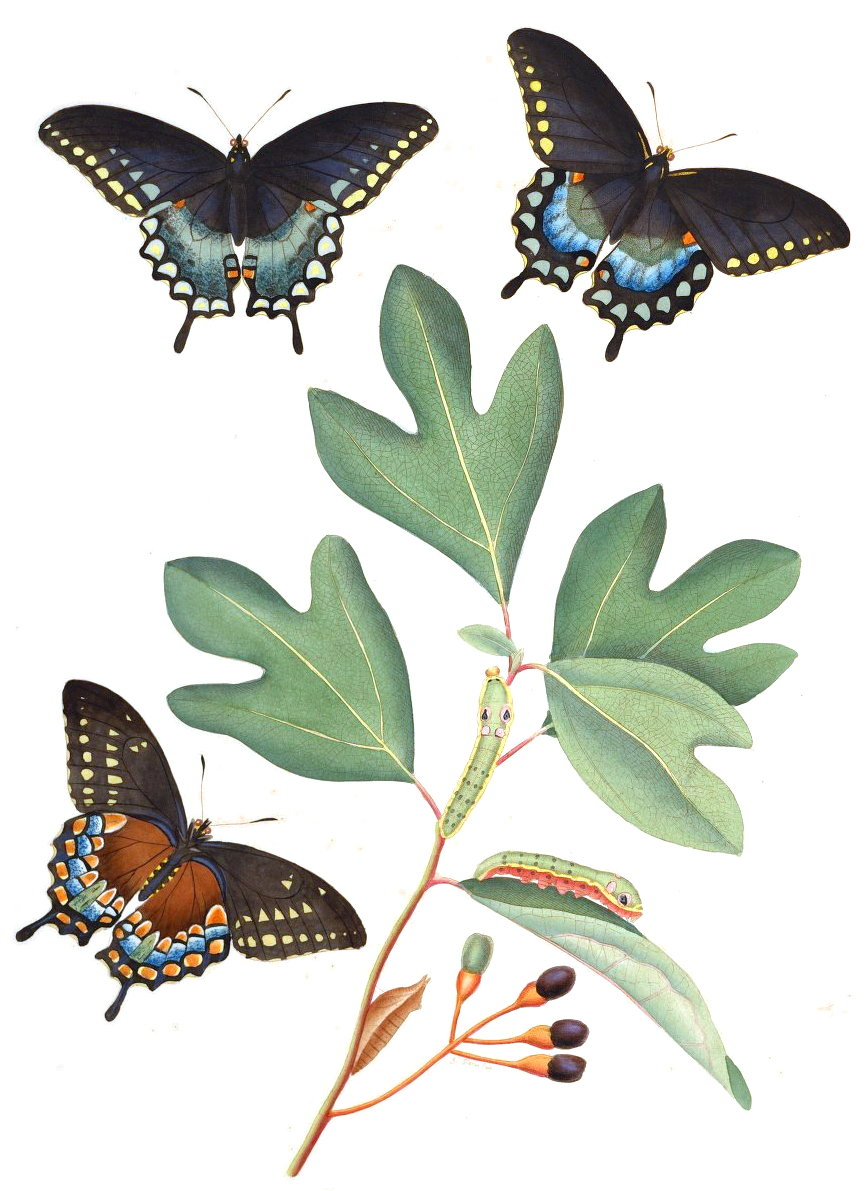
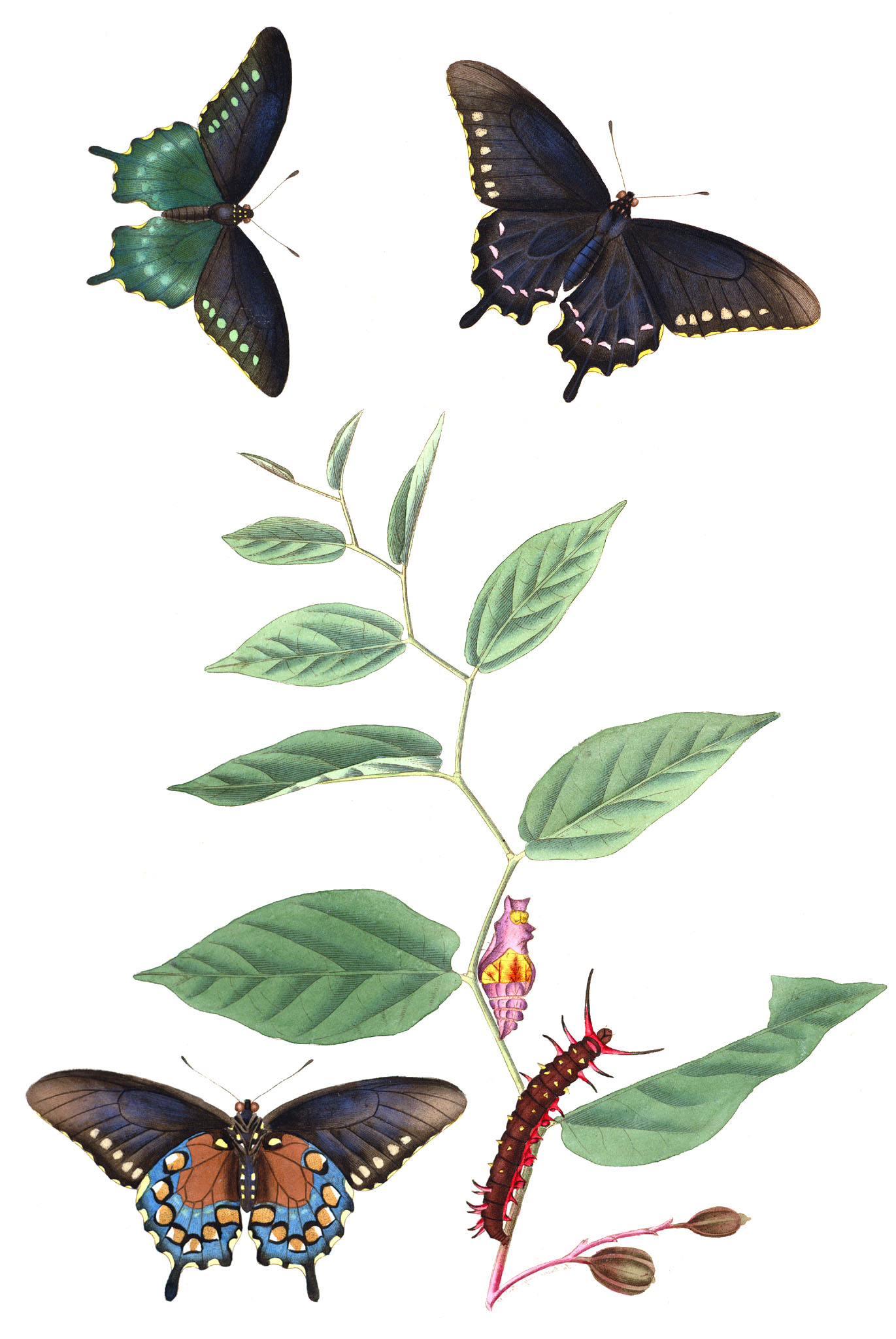

## 著作
- James Edward Smithと共著、 The Natural History of the Rarer Lepidopterous Insects of Georgia Collected from Observations by John Abbot (1797) (2 volumes, 104 plates).
- Drawings of the Insects of Georgia, in America (1792–1804) (17 volumes, unpublished).
- Jean Baptiste Alphonse Dechauffour de Boisduval's and John Eatton Le Conte's Histoire Générale et Iconographie des Lépidoptères et des Chenilles de l’Amérique septentrionale (1833)の図版の原画